# 210

## Nașteri
- dată necunoscută: Ruan Ji  (d. 263)